# Tridacna
Tridacna is een geslacht van zoutwater-tweekleppigen uit de familie van de Cardiidae en de onderfamilie Tridacninae, de gigantische tweekleppige schelpdieren.

## Kenmerken
Ze hebben zware schelpen, gecanneleerd met vier tot zes plooien. De mantel is fel gekleurd. Ze bewonen ondiepe wateren van koraalriffen in warme zeeën van de Indopacifische regio. Deze kokkels zijn populair in zeeaquaria en in sommige gebieden, zoals de Filipijnen, worden leden van het geslacht gekweekt voor de handel in zeeaquaria. Ze leven in symbiose met fotosynthetische algen (zooxanthellae). Sommige soorten worden door mensen gegeten.

## Ecologie en gedrag
Tridacna-kokkels zijn gewone bewoners van de benthische gemeenschappen van het koraalrif in de Indo-Pacific in ondiepere wateren. Ze leven in symbiose met fotosynthetische dinoflagellate algen (Symbiodinium) die in de mantelweefsels groeien. Licht dringt de mantel binnen door kleine lensachtige structuren die ocelli worden genoemd. Ze zijn zittend op volwassen leeftijd. Overdag spreiden de kokkels hun mantel uit zodat de algen het zonlicht ontvangen dat ze nodig hebben voor fotosynthese, terwijl de kleurpigmenten de clam beschermen tegen overmatig licht en UV-straling. Volwassen kokkels halen de meeste (zeventig tot honderd procent) van hun voedingsstoffen uit de algen en de rest uit filtervoeding. Wanneer gestoord, sluit het tweekleppige schelpdier zijn schelp. De populaire mening dat ze gevaar opleveren voor duikers die vast komen te zitten of gewond raken tussen de schelp met scherpe randen, is niet erg reëel, omdat de sluitreactie vrij langzaam is. Hun grote omvang en gemakkelijke bereikbaarheid hebben overbevissing en instorting van de natuurlijke bestanden op veel plaatsen en uitroeiing bij sommige soorten veroorzaakt.  Ze worden in sommige gebieden duurzaam gekweekt, zowel voor de vismarkt in sommige Aziatische landen als voor de aquariumhandel.
Tridacna-kokkels kunnen grote witte parels produceren met een golvend, porseleinachtig oppervlak, dat kan worden omschreven als 'niet-parelmoerparels'. De 'Parel van Lao Tzu', ook bekend als de 'Parel van Allah', is 's werelds grootste parel met een gewicht van 6,4 kilogram. Er werd gezegd dat het in 1934 door een Filipijnse duiker in een Tridacna-reus was gevonden.

## Artistiek gebruik
Meer dan honderd voorbeelden van gebeeldhouwde Tridacna-schelpen zijn gevonden tijdens archeologische expedities van Italië naar het Nabije Oosten. Net als in artistieke stijl, werden ze waarschijnlijk geproduceerd in het midden van de zevende eeuw, gemaakt of gedistribueerd vanaf de zuidelijke kust van Fenicië. De rug en binnenomtrek van de schelpen tonen dierlijke, menselijke en bloemmotieven, terwijl het interieur meestal liggende sfinxen vertoont. De umbo van de schaal heeft de vorm van een menselijk vrouwtje of een vogelkop. Ze werden waarschijnlijk gebruikt om oogcosmetica op te slaan.

## Soorten
- Tridacna crocea Lamarck, 1819
- Tridacna derasa (Röding, 1798)
- Tridacna elongatissima Bianconi, 1856
- Tridacna gigas (Linnaeus, 1758) (Doopvontschelp)
- Tridacna maxima (Röding, 1798)
- Tridacna mbalavuana Ladd, 1934
- Tridacna rosewateri Sirenko & Scarlato, 1991
- Tridacna noae (Röding, 1798)
- Tridacna squamosa Lamarck, 1819
- Tridacna squamosina Sturany, 1899

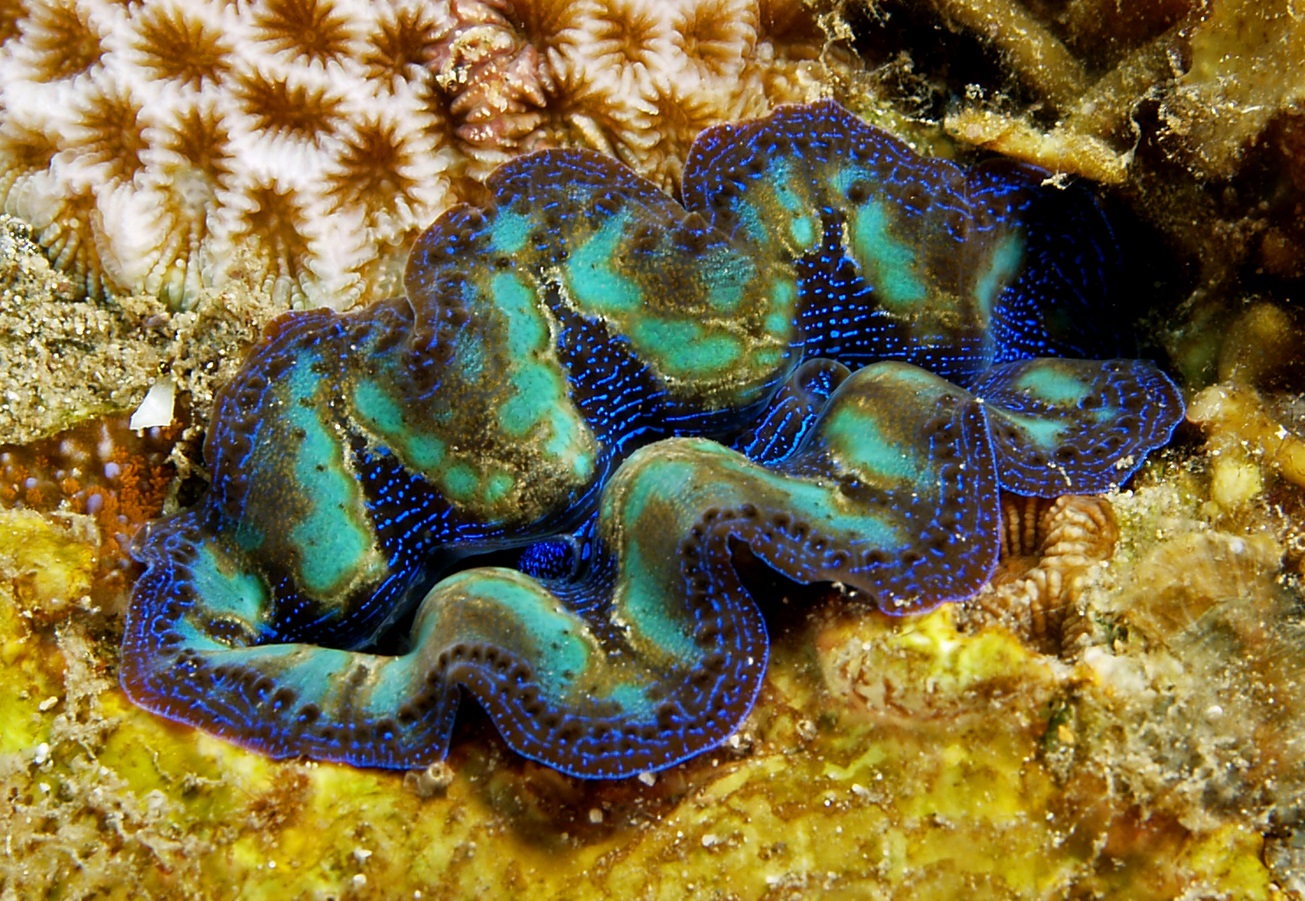
Tridacna crocea
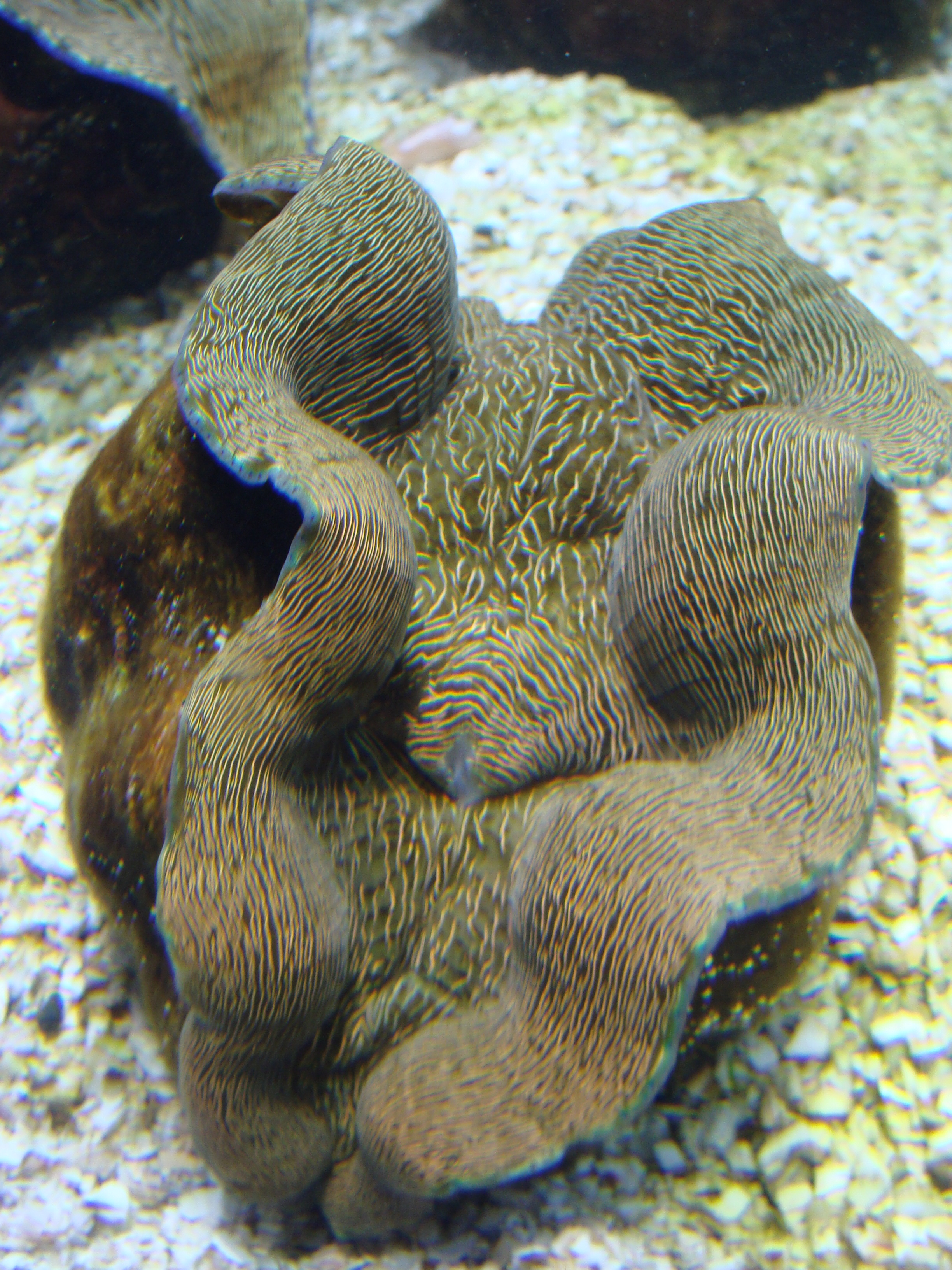
Tridacna derasa
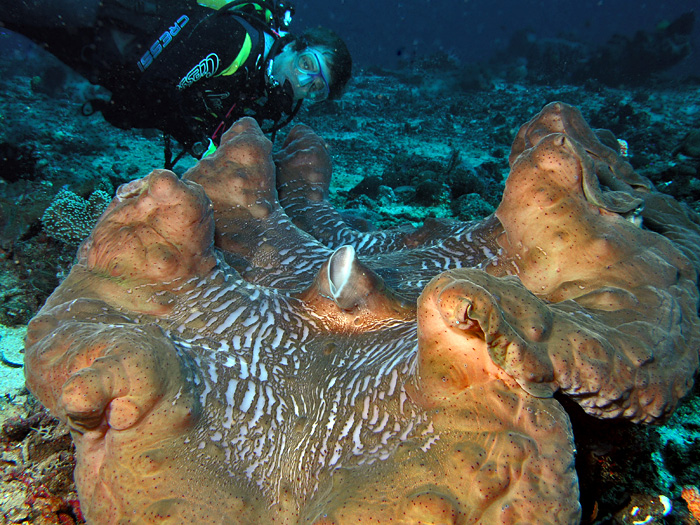
Tridacna gigas
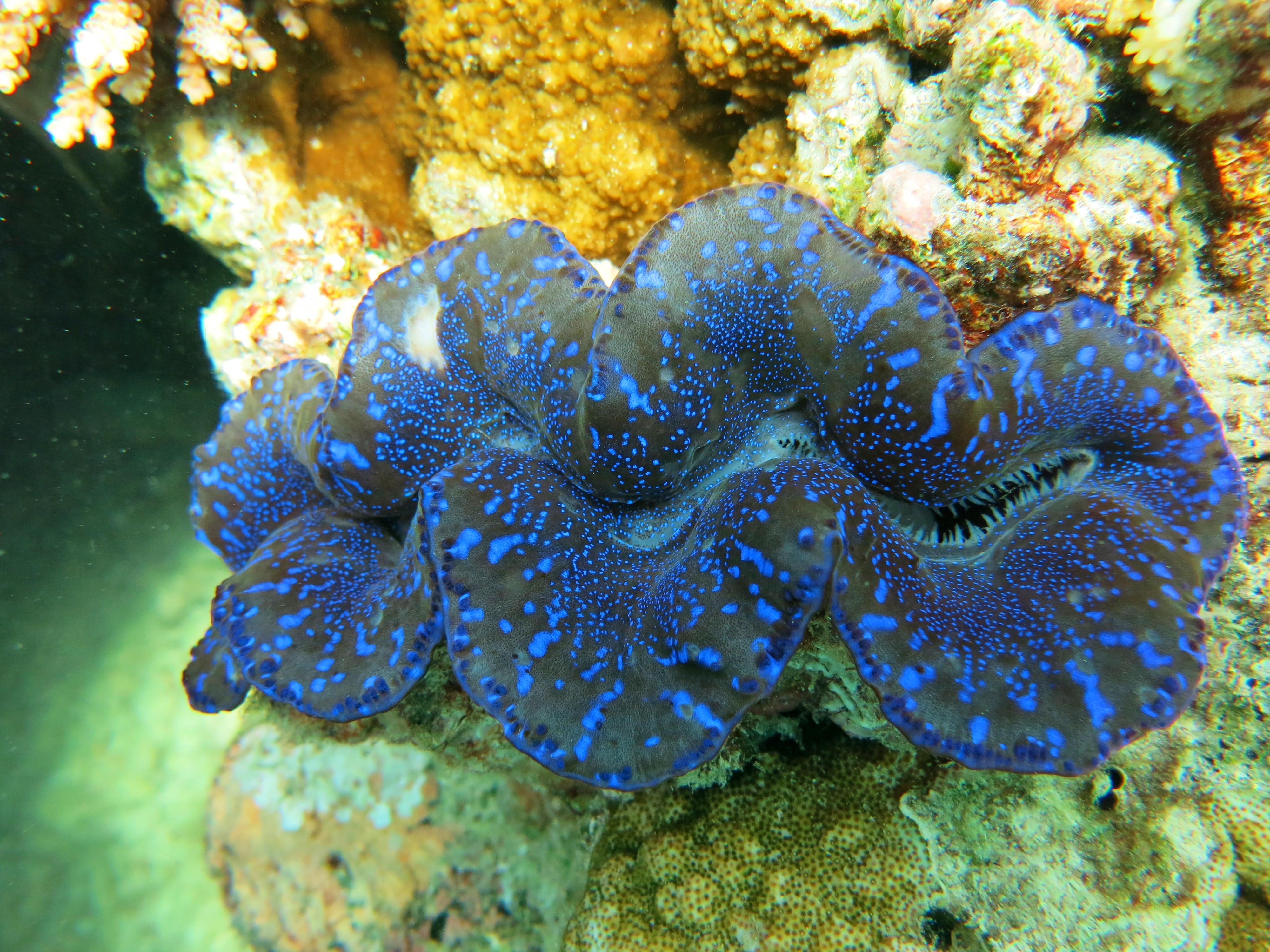
Tridacna maxima
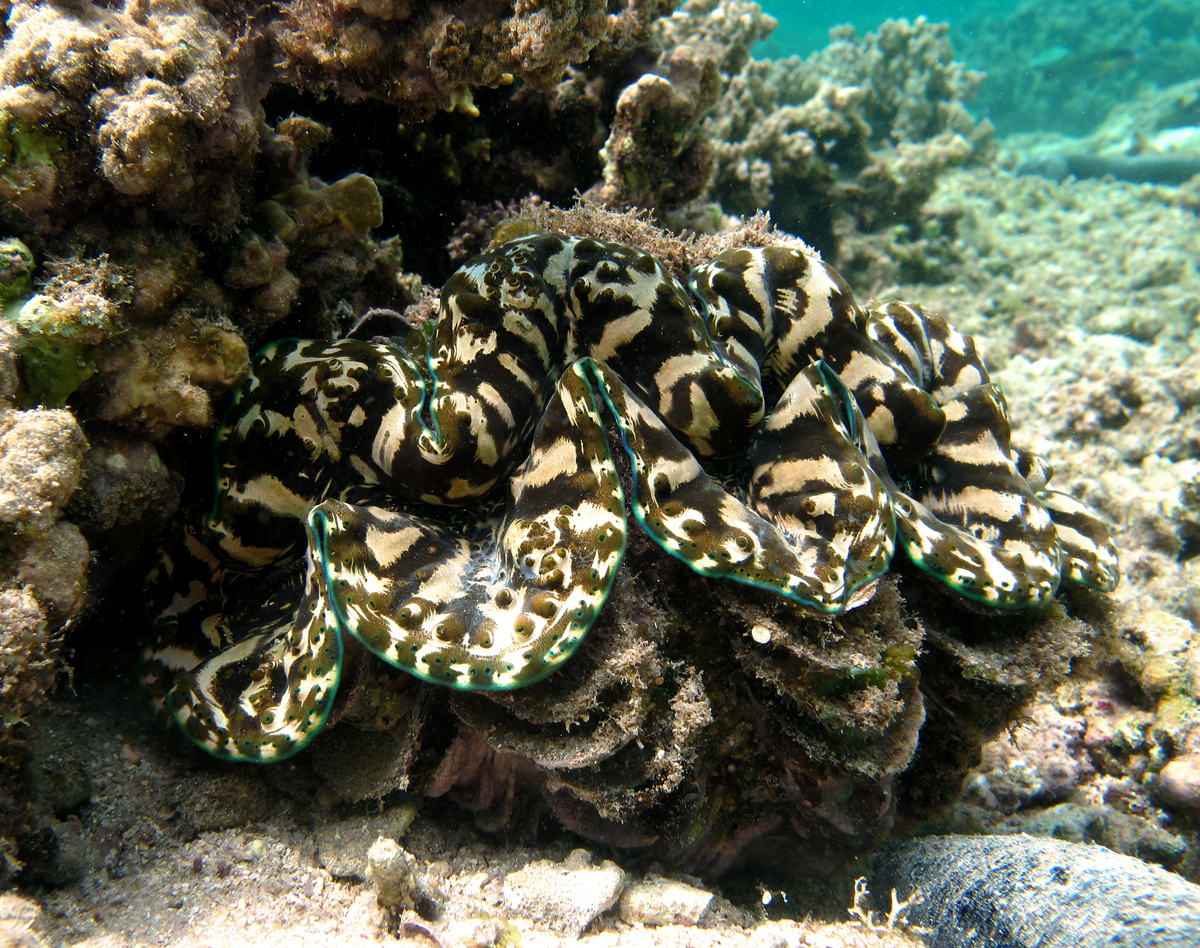
Tridacna squamosa
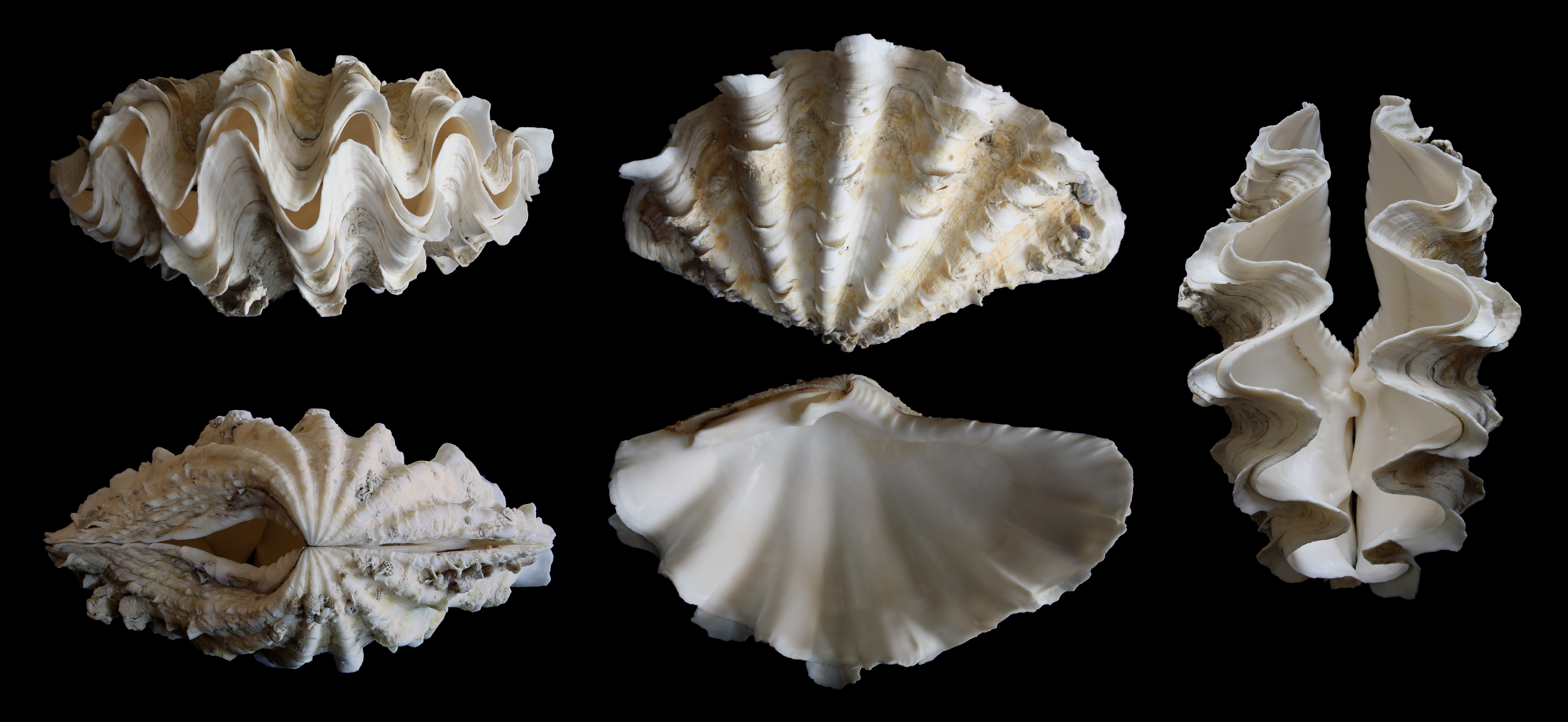
Tridacna squamosina